# Охос дел Саладо
Охос дел Саладо (исп. Ojos del Salado) е най-високият активен вулкан на Земята и вторият по височина връх в Южна Америка след Аконкагуа.
Разположен е на аржентинска територия в близост до границата между Аржентина и Чили. Вулканът не е активен, с изключение на редки изхвърляния на сяра и водни пари през 1937, 1956 и 1994 г.